# Punta Negra (Santanyí)
La punta Negra és un entrant de terra al mar d'uns 140 metres de profunditat situat al sud de la platja del Caragol. És de terreny rocallós i hi ha un grup d'escars en el seu vessant septentrional.